# Yevgeniy Korotychkin
Ievgueni Ievguenievitch Korotychkin (en russe : Евгений Евгеньевич Коротышкин, en anglais : Yevgeny Korotyshkin), né le 30 avril 1983 à Moscou, est un nageur russe, spécialiste du papillon.

## Biographie
Aux Jeux olympiques de 2012, sur 100 mètres papillon, il termine sur la deuxième marche du podium en compagnie du Sud-africain Chad le Clos, tous deux terminant dans le même temps de 51 s 44, derrière l'Américain Michael Phelps.

## Palmarès

### Jeux olympiques
- Jeux olympiques de 2012 à Londres ( Royaume-Uni) :
  -  Médaille d'argent sur 100 m papillon

### Championnat du monde
Grand bassin
- Championnats du monde 2003 à Barcelone ( Espagne) :
  -  Médaille de bronze sur 50 m papillon

Petit Bassin
- Championnats du monde 2008 à Manchester ( Royaume-Uni) :
  -  Médaille de bronze sur 50 m papillon
  -  Médaille d'or sur 4 × 100 m 4 nages
- Championnats du monde 2010 à Dubaï ( Émirats arabes unis) :
  -  Médaille d'or sur 100 m papillon
  -  Médaille d'argent sur 4 × 100 m 4 nages

### Championnat d'Europe
Grand Bassin
- Championnats d'Europe 2008 à Eindhoven ( Pays-Bas)
  -  Médaille d'or sur 100 m papillon
  -  Médaille d'or sur 4 × 100 m 4 nages
- Championnats d'Europe 2010 à Budapest ( Hongrie)
  -  Médaille d'or sur 100 m papillon
  -  Médaille d'argent sur 4 × 100 m 4 nages

Petit bassin
- Championnats d'Europe en petit bassin 2005 à Trieste ( Italie) :
  -  Médaille d'argent sur 100 m papillon
- Championnats d'Europe en petit bassin 2007 à Debrecen ( Hongrie) :
  -  Médaille d'argent sur 50 m papillon
  -  Médaille d'argent sur 100 m papillon
  -  Médaille d'argent sur 4 × 50 m 4 nages
- Championnats d'Europe en petit bassin 2008 à Rijeka ( Croatie) :
  -  Médaille d'argent sur 4 × 50 m 4 nages
- Championnats d'Europe en petit bassin 2009 à Istanbul ( Turquie) :
  -  Médaille de bronze sur 50 m papillon
  -  Médaille d'or sur 100 m papillon
  -  Médaille d'or sur 4 × 50 m 4 nages
- Championnats d'Europe en petit bassin 2011 à Szczecin ( Pologne) :
  -  Médaille d'argent sur 100 m papillon
  -  Médaille d'argent sur 4 × 50 m nage libre
  -  Médaille d'argent sur 4 × 50 m 4 nages
- Championnats d'Europe en petit bassin 2012 à Chartres ( France) :
  -  Médaille d'or sur 100 m papillon
  -  Médaille d'argent sur 4 × 50 m nage libre (ne participe pas à la finale)
  -  Médaille d'argent sur 4 × 50 m 4 nages
- Championnats d'Europe en petit bassin 2013 à Herning ( Danemark) :
  -  Médaille d'or sur 100 m papillon